# Ostrakismus

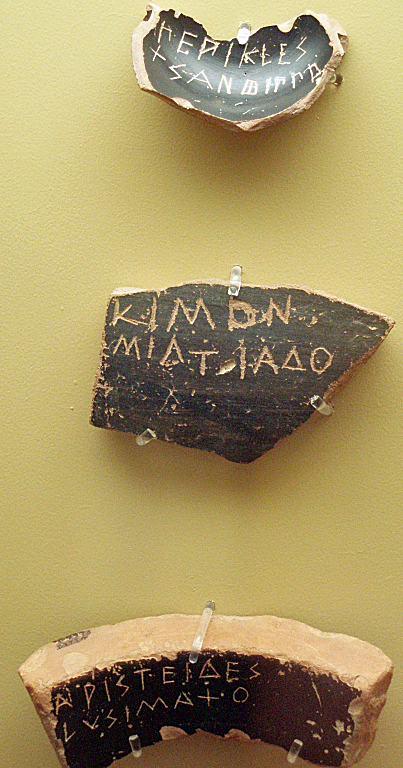
Ostraka (ὄστρακα)

Ostrakismos je v původní formě takzvané střepinové hlasování o vypovězení občana ze starověkých Athén, podle řeckého názvu pro střep ostrakon. V současné době se pojem, obvykle v polatinštěné podobě ostrakismus, používá obecně, ostrakizovat znamená vyloučit jedince z kolektivu.

## Starověké Řecko
Ostrakismus byl zaveden v athénské ústavě v roce 510 př. n. l. Spočíval v hlasování občanů pomocí hliněných střepů (řecky ostrakon, ὄστρακον) o tom, je-li někdo z nich nepřítelem státu. Každý rok, zhruba v našem měsíci lednu, lidové shromáždění rozhodovalo o tom, zda je pro daný rok potřeba hlasování o vypovězení pořádat. Byla-li odpověď kladná, uskutečnilo se hlasování v některém z následujících dnů. Lidové shromáždění hlasovalo tím způsobem, že každý z účastníků napsal na hliněný střep – levný dobový psací materiál – jméno člověka, který dle jeho mínění představuje největší nebezpečí pro obec. Shromáždilo-li se více než 6000 hlasujících, pak ten, jehož jméno bylo na střepech zmíněno nejčastěji, byl vypovězen na 10 let z Athén. Do domovského města se po tuto dobu nesměl pod hrozbou smrti vrátit. Dotyčný však nebyl nijak poškozen na majetku, nic mu nebránilo sehnat si prostředníka, který by tyto záležitosti po dobu jeho nepřítomnosti spravoval. Ostrakismus, původně ustavený jako ochrana proti nastolení tyranie, byl hojně využíván v politickém boji, kdy dopadal i na schopné a ambiciózní politiky. Docházelo i k případům, že ostrakizovanému byl zvláštním výnosem povolen předčasný návrat. Kupříkladu v době hrozícího perského vpádu roku 480 př. n. l. byl z vyhnanství předčasně povolán osvědčený vojevůdce Aristeidés.
Stoupenci aristokracie považovali ostrakismus za obskurní zvyk, který vydává nadané a výjimečné lidi zvůli lůzy. V řecké historii se k němu vázala řada anekdot. Jedna z nich vypráví, jak k Aristeidovi, který byl právě navržen k ostrakismu, přistoupil jistý občan a požádal ho, aby mu napsal na ostrakon jméno Aristeidés, protože on sám psát neumí. Aristeidés se ho optal: „A ty víš, kdo to je Aristeidés?“ Občan odpověděl: „Vůbec ho neznám, ale je mi protivné, jak ho všude nazývají spravedlivým.“ Aristeidés pak beze slova napsal své jméno na jeho ostraku.

### Vznik ostrakismu
První úspěšná volba střepinovým soudem proběhla v roce 487 př. n. l. a postihla Hipparcha (příbuzného Peisistrata). Bylo to přibližně dvacet let po zavedení Kleisthenových reforem. Kleisthenés prý zavedl i ostrakismus – ten mohl být tedy součástí Kleisthenova souboru reforem, které dle Aristotela provedl asi roku 508 až 507. Tyto reformy fýl („fýlai – kmeny, v něž byli rozdělení zprvu podle rodové příbuznosti, pak podle bydliště; měly své představené“) připravily občanům cestu k nové společnosti. „Základním kamenem této reformy byla rovnost, kterou na základě předpokladů, trvajících od Solóna, přinesl Kleisthenés.“ Tedy nově uspořádal politickou organizaci Athéňanů. Organizaci přeměnil z dřívějších frátrií („frátriá – seskupení rodů, které měly své vlastní shromáždění, vůdce a pokladnice“) a fýl. Tato reforma obsahovala myšlenku spojit různé části Attiky do jedné fýly, kde však neměly být fýly souvislým útvarem, ale měly se skládat z tríttyí („okrsků“ ). Ty se skládaly ze tří velkých územních celků: města, vnitrozemí a pobřeží. Ve fýle se tedy rušily svébytnosti jednotlivých částí Attiky. Každá část představovala jakoby „celou Attiku“. Funkcí fýly a trittye bylo podněcovat občany k vyšší politické činnosti. Kleisthenovy reformy vytvořily démy: „politické rozdělení, v němž jsou občané rozděleni podle svého bydliště.“ Dle Kleisthena se měl každý občan cítit jako příslušník dému, a podle příslušnosti k dému se měl označovat druhým jménem, které se nazývalo démotikon. „Kleisthenovou reformou byla oslabena moc rodové aristokracie, opírající se o pozemkový majetek ve vnitrozemí.“ Kleisthenes zvýšil počet členů rady (bulé) na 500 (padesát z každé fýly) a rozšířil její kompetence na úkor areopagu. Kleisthenes také ustanovil výbor deseti vojevůdců (strategoi). „Volilo se po jednom stratégu z každé fýly.“ Stratégové byli voleni sněmem, většinou ze vznešených a bohatých rodin. „Kleisthenes se pokoušel čelit vnitřním rozbrojům zavedením střepinového soudu, zvaného ostrakismos.“ Byla to metoda, jak se jednoduše zbavit kteréhokoli nepopulárního politika. Určité rysy ostrakismu vědomě navazovaly na prastaré náboženské zvyky, jmenovitě očistu společenství vyhnáním obětního kozla. Exil mohl obtížného politika dokonale umlčet, neboť athénská civilizace byla především orální, a tak ztratil-li politik možnost osobní komunikace, byl de facto zcela vyřízen. Hlavním důvodem zavedení ostrakismu byla snaha zabránit dalším půtkám mezi aristokratickými oponenty. V Athénách bylo stále dost Peisistratových příznivců, a i z řady jiných příčin zůstávala politická vláda poměrně křehká, jak si Kleisthenes až příliš jasně uvědomoval. Usoudil tedy, že jedině dočasné odstranění představitele soupeřící skupiny může udržet stabilitu státu. Bylo tedy namířeno hlavně proti hašteřivým aristokratům, protože nejvíce škodí demokracii, když se dvě strany nedokážou domluvit na jednoduchých věcech.

## Sociologie
V současnosti je tento pojem používán v sociologii pro jednu z forem sociální kontroly. Ostrakismus je vytěsnění jedince z kolektivu nebo společnosti, jeho částečné nebo úplné ignorování. Je využíván kolektivem jako trest nebo někdy jako forma nátlaku. Nejčastější je v kolektivech dětí a mladých lidí, kde slouží k částečné nebo úplné izolaci neoblíbeného jedince.